# Orsis
ORSIS — («ОРСИС» от рус. «Оружейные Системы») — российская торговая марка, под которой производятся охотничьи и спортивные винтовки.
Винтовки выпускаются на расположенном в Москве заводе компании ООО «Промтехнология»,   входящей в состав одноименной группой компаний. Наряду с оружейным заводом в состав группы входят Ульяновский и Тульский патронные заводы, а также патронный завод, расположенный в Боснии.

## История
Компания была создана в 2009 году, а финансирование проекта было открыто в марте 2010.
Запуск производства проходил под руководством конструктора снайперской винтовки Т-5000 Алексея Сорокина, занимавшего в те годы должность генерального директора ООО «Промтехнология».
Работы по реконструкции оружейного завода в Москве были начаты  в мае 2010, в декабре 2010 был выпущен первый ствол.
Экспериментальная фаза производства спортивных и охотничьих винтовок ORSIS была начата в апреле 2011 года, после того, как в марте был закончен монтаж производственных линий. В декабре того же года экспериментальная фаза была закончена.
В 2022 году снайперская винтовка ORSIS-CT20 стала первым в мире оружием калибра 375, поразившим цель на дистанции более пяти километров.
1. ↑  Сергей Бунтман, Анатолий Ермолин. Интервью / Российское снайперское оружие. Высокоточные стрелковые системы / Алексей Сорокин. Эхо Москвы. Дата обращения: 16 октября 2019. Архивировано 16 октября 2019 года.
2. ↑  Юрий Максимов. Винтовки группы компаний "Промтехнология". Охотничьи винтовки ОРСИС. журнал "Охота" (май 2013). Дата обращения: 17 октября 2019. Архивировано 16 июня 2021 года.
3. 1 2  Высокоточные оружейные системы. Venture News - все о венчурном бизнесе и инновациях (25 февраля 2012). Дата обращения: 17 октября 2019. Архивировано 17 октября 2019 года.
4. ↑  Тульский калибр | Еженедельник «Военно-промышленный курьер». vpk-news.ru. Дата обращения: 17 октября 2019. Архивировано 17 октября 2019 года.
5. ↑  Производитель сообщил, что новая винтовка ORSIS поразила цель на дистанции 5 км. TACC. Дата обращения: 22 ноября 2022. Архивировано 22 ноября 2022 года.